# Marsaz
 Marsaz  là một xã thuộc tỉnh Drôme trong vùng Auvergne-Rhône-Alpes đông nam nước Pháp. Xã Marsaz nằm ở khu vực có độ cao trung bình 281 mét trên mực nước biển.